# KCH Group
Die KCH Group GmbH war ein international tätiges Unternehmen auf dem Gebiet des industriellen Korrosions- und Oberflächenschutzes. Die Gruppe geht zurück auf das Gründungsjahr 1867 und hat ihren Ursprung in verschiedenen Unternehmen, z. B. wie der Keramchemie GmbH, HAW Linings GmbH und SGL Acotec GmbH. Unter dem Namen KCH Group firmierte sie seit dem Jahr 2005.
Nach der Insolvenz wurden die verbliebenen Aktivitäten der KCH Group seit 2010 durch die STEULER-KCH GmbH (einer Tochtergesellschaft der Steuler Holding GmbH) fortgeführt.

## Geschichte
Das Unternehmen wurde 1867 gegründet. Die Firmennamen und -logos der Keramchemie erfuhren im Laufe der Jahre zahlreiche Veränderungen. In den 1950er Jahren erschien erstmals die Kurzbezeichnung „KCH“ im Firmenlogo. Sie setzte sich bald im täglichen Gebrauch durch. Der Hauptsitz befindet sich in Siershahn im Westerwald. Die KCH-Unternehmensgruppe führte Produktionsstandorte in Deutschland, Mexiko, Marokko, China und Singapur.
Das Angebot der KCH-Unternehmensgruppe umfasste Behälter, Apparate und Auffangbecken, Transportbehälter, Rohrleitungen, Industrieböden und den Bäderbau. Bis 2010 produzierte, verarbeitete, applizierte und lieferte die Keramchemie (KCH) hierfür Plattierungen, Verbundwerkstoffe, Behälter, Rohrleitungen, Ausmauerungen, Kunstharzbeschichtungen, Auffangbecken, Gummierungen, Apparate und Industrieböden. Unter der Firmierung STEULER-KCH GmbH wird das Kerngeschäft  der Industrielle Korrosionsschutz, seit 2010 unter der Steuler Holding GmbH aus Höhr-Grenzhausen weitergeführt.

## Systemceram
Die systemceram GmbH & Co. KG hat ihren Ursprung in der KCH-Keramchemie. Unter deren Namen wurden am Standort in Siershahn gießkeramische Produkte für Labor und Küche produziert, die bis heute unter der Marke systemceram vertrieben werden.
Mit einer Exportquote von rund 15 % vermarktet die systemceram ihre Produkte in 35 Länder. Auf den Gebieten der Küchen- und Laborkeramik gehört sie mit zu den Marktführern.